# Petr Ardeleanu
Petr Ardeleanu (Lom u Tachova, 14 dicembre 1980) è un arbitro di calcio ceco di origini rumene.

## Carriera
Ha debuttato in 1. liga il 30 aprile 2005, continuando tuttavia ad arbitrare anche in Fotbalová národní liga. Nella stagione 2014-15 ha inoltre diretto un match di Saudi Professional League, ossia Al-Fateh-Al-Taawoun (2-0). A livello internazionale ha esordito il 2 luglio 2015 dirigendo l'incontro valido per le qualificazioni di Europa League tra Linfield e NSÍ Runavík. Ha inoltre diretto la finale del Campionato europeo di calcio Under-17 2016 tra Portogallo e Spagna.